# Омножанський заказник
Омножа́нський зака́зник — гідрологічний заказник місцевого значення в Україні. Розташований у межах Міжгірського району Запарпатської області, неподалік від північно-східної околиці смт Міжгіря. 
Площа 495,3 га. Статус надано згідно з рішенням облради від 22.06.2005 року, № 541. Перебуває у віданні ДП «Міжгірське ЛГ» (Міжгірське лісництво, кв. 11, 12, та 4, 13, частково). 
Статус надано з метою збереження природного водозбору на потоці Омножанський (басейн Ріки). Зростають ялиново-ялицево-букові ліси віком 100—140 років. На території заказника відмічено рідкісні види рослин, зокрема: арніка гірська, астранція велика, билинець довгорогий, пальчатокорінник Фукса, пальчатокорінник плямистий, коручка чемерникоподібна, гніздівка звичайна, траунштейнера куляста, любка дволиста. З тварин водяться: горностай, борсук, видра річкова, трапляються кіт лісовий, рись, а також глухар, беркут. 